# Тонел
Антоніу Леонел Вілар Ногейра Соуза, відомий за прізвиськом Тонел (порт. Tonel, нар. 13 квітня 1980, Порту) — португальський футболіст, захисник клубу «Динамо» (Загреб).
Насамперед відомий виступами за «Спортінг», а також національну збірну Португалії.

## Клубна кар'єра
Народився 13 квітня 1980 року в місті Порту. Вихованець футбольної школи клубу «Порту».
У дорослому футболі дебютував 1999 року виступами за другу команду клубу «Порту», в якій провів два сезони. З січня 2001 по липень 2004 року виступав за «Академіку» на правах оренди, де став одним з основних гравців оборони клубу.
Своєю грою за цю команду привернув увагу представників тренерського штабу клубу «Марітіму», до складу якого приєднався влітку 2004 року. Його трансфер став однією з частин угоди між клубами, в рамках якої в «Порту» з «Марітіму» прийшов Пепе. Відіграв Тонел за клуб вдалий сезон.
В липні 2005 року уклав трирічний контракт зі «Спортінгом», у складі якого провів наступні п'ять років своєї кар'єри гравця. Граючи у складі «Спортінга» також здебільшого виходив на поле в основному складі команди.
До складу клубу «Динамо» (Загреб) приєднався 27 серпня 2010 року. Наразі встиг відіграти за «динамівців» 45 матчів в національному чемпіонаті.

## Виступи за збірні
Протягом 2000–2002 років залучався до складу молодіжної збірної Португалії. На молодіжному рівні зіграв у 24 офіційних матчах, забив 1 гол.
15 листопада 2006 року дебютував в офіційних матчах у складі національної збірної Португалії в відбірковому матчі Євро-2008 проти збірної Казахстану в Коїмбрі. Тонел на полі провів 77 хвилин, а матч закінчився перемогою португальців з рахунком 3:0. Другий раз Тонел вийшов на поле в матчі збірної через більш ніж три роки після першого, 3 березня 2010 року, замінивши травмованого Рікарду Карвалью на останній хвилині товариського матчу з Китаєм (2:0).

## Титули і досягнення
- Володар Кубка Португалії (2):

«Спортінг»: 2007, 2008
- Володар Суперкубка Португалії (2):

«Спортінг»: 2007, 2008
- Чемпіон Хорватії (2):

«Динамо» (Загреб): 2010–11, 2011–12
- Володар Кубка Хорватії (2):

«Динамо» (Загреб): 2010-11, 2011-12
- Чемпіон Європи (U-18): 1999